# Boleś (film)
Boleś (tytuł oryginalny Boles) – słoweński krótkometrażowy melodramat animowany metodą lalkową z 2013 roku w reżyserii Špeli Čadež. Scenariusz powstał na podstawie opowiadania Maksima Gorkiego pod tym samym tytułem.

## Fabuła
W ubogiej okolicy żyje Filip, który snuje marzenia o karierze literackiej i dostatnim bycie w lepszej części miasta. Pewnego dnia do jego mieszkania puka Tereza – starsza kobieta trudniąca się prostytucją, z którą Filip unika kontaktu. Zwraca się ona do niego z prośbą o pomoc w napisaniu listu dla swojego przyszłego męża. Filip przystaje na tę prośbę. Sytuacja komplikuje się jednak, gdy po tygodniu Tereza wraca z kolejną prośbą – tym razem o sporządzenie odpowiedzi na poprzednią korespondencję.

## Nagrody
| Rok  | Festiwal/instytucja                                 | Nominacja                                         | Wynik     | Źródło |
| ---- | --------------------------------------------------- | ------------------------------------------------- | --------- | ------ |
| 2013 | Międzynarodowy Festiwal Filmów Animowanych w Annecy | Najlepszy film krótkometrażowy                    | Nominacja | [ 4 ]  |
| 2013 | Słoweński Festiwal Filmowy                          | Najlepszy film krótkometrażowy                    | Wygrana   | [ 2 ]  |
| 2013 | Leipzig DOK Festival                                | Złoty Gołąb za najlepszy film animowany           | Wygrana   | [ 5 ]  |
| 2013 | Tallinn Black Nights Film Festival                  | Grand Prix „Złoty Wilk”                           | Nominacja | [ 6 ]  |
| 2014 | Festiwal Filmowy w Dreźnie                          | Najlepszy film animowany – konkurs międzynarodowy | Wygrana   | [ 5 ]  |
| 2014 | Trieste Film Festival                               | Najlepszy film krótkometrażowy                    | Wygrana   | [ 5 ]  |
| 2014 | Międzynarodowy Festiwal Filmowy w Valladolid        | Najlepszy film krótkometrażowy                    | Wygrana   | [ 5 ]  |
| 2014 | Warszawski Festiwal Filmowy                         | Short Grand Prix                                  | Nominacja | [ 6 ]  |
| 2014 | Regensburg Short Film Week                          | Najlepszy film krótkometrażowy                    | Nominacja | [ 6 ]  |
| 2014 | Międzynarodowy Festiwal Animacji w Hiroszimie       | Grand Prix                                        | Nominacja | [ 7 ]  |
| 2014 | Międzynarodowy Festiwal Animacji w Hiroszimie       | Najlepszy debiut                                  | Wygrana   | [ 7 ]  |